# National Basketball Association 1964/1965
National Basketball Association 1964/1965 var den 19:e säsongen av den amerikanska proffsligan i basket. Säsongen inleddes den 16 oktober 1964 och avslutades den 21 mars 1965 efter 360 seriematcher, vilket gjorde att samtliga nio lagen spelade 80 matcher var.
Söndagen den 25 april 1965 vann Boston Celtics sin åttonde NBA-titel efter att ha besegrat Los Angeles Lakers med 4-1 i matcher i en finalserie i bäst av 7 matcher.
All Star-matchen spelades den 13 januari 1965 i Kiel Auditorium i St. Louis, Missouri. Eastern Division vann matchen över Western Division med 124-123.

## Grundserien
Not: V = Vinster, F = Förluster, PCT = Vinstprocent
- Lag i GRÖN färg till en slutspelserie.
- Lag i RÖD färg har spelat klart för säsongen.

| Pos | Lag                | V  | F  | PCT  |
| --- | ------------------ | -- | -- | ---- |
| 1   | Boston Celtics     | 62 | 18 | .775 |
| 2   | Cincinnati Royals  | 48 | 32 | .600 |
| 3   | Philadelphia 76ers | 40 | 40 | .500 |
| 4   | New York Knicks    | 31 | 49 | .388 |

| Pos | Lag                    | V  | F  | PCT  |
| --- | ---------------------- | -- | -- | ---- |
| 1   | Los Angeles Lakers     | 49 | 31 | .613 |
| 2   | St. Louis Hawks        | 45 | 35 | .563 |
| 3   | Baltimore Bullets      | 37 | 43 | .463 |
| 4   | Detroit Pistons        | 31 | 49 | .388 |
| 5   | San Francisco Warriors | 17 | 63 | .213 |

## Slutspelet
De tre bästa lagen i den östra och västra division gick till slutspelet. Där möttes tvåorna och treorna i kvartsfinalserier (divisionssemifinal) i bäst av 5 matcher. De vinnande lagen i kvartsfinalerna mötte divisionsvinnarna i semifinalserier (divisionsfinal). Semifinalerna och NBA-finalen avgjordes i serier i bäst av 7 matcher.
|  | Divisionssemifinaler | Divisionssemifinaler | Divisionssemifinaler |              |   | Divisionsfinaler | Divisionsfinaler | Divisionsfinaler |  |  | NBA-final | NBA-final   | NBA-final |
|  |                      |                      |                      |              |   |                  |                  |                  |  |  |           |             |           |
|  |                      |                      |                      |              |   |                  |                  |                  |  |  |           |             |           |
|  |                      | 1                    | L.A. Lakers          | 4            |   |                  |                  |                  |  |  |           |             |           |
|  | Western Division     | 1                    | L.A. Lakers          | 4            |   |                  |                  |                  |  |  |           |             |           |
|  |                      |                      | 3                    | Baltimore    | 2 |                  |                  |                  |  |  |           |             |           |
|  | 3                    | Baltimore            | 3                    | Baltimore    | 2 | 3                |                  |                  |  |  |           |             |           |
|  | 3                    | Baltimore            |                      |              |   | 3                |                  |                  |  |  |           |             |           |
|  | 2                    | St. Louis            | 1                    |              |   |                  |                  |                  |  |  |           |             |           |
|  |                      |                      |                      |              |   |                  |                  |                  |  |  | W1        | L.A. Lakers | 1         |
|  |                      |                      | E1                   | Boston       | 4 |                  |                  |                  |  |  |           |             |           |
|  |                      |                      |                      |              |   |                  |                  |                  |  |  |           |             |           |
|  |                      |                      |                      |              |   |                  |                  |                  |  |  |           |             |           |
|  |                      | 1                    | Boston               | 4            |   |                  |                  |                  |  |  |           |             |           |
|  | Eastern Division     | 1                    | Boston               | 4            |   |                  |                  |                  |  |  |           |             |           |
|  |                      |                      | 3                    | Philadelphia | 3 |                  |                  |                  |  |  |           |             |           |
|  | 3                    | Philadelphia         | 3                    | Philadelphia | 3 | 3                |                  |                  |  |  |           |             |           |
|  | 3                    | Philadelphia         |                      |              |   | 3                |                  |                  |  |  |           |             |           |
|  | 2                    | Cincinnati           | 1                    |              |   |                  |                  |                  |  |  |           |             |           |

### NBA-final
Boston Celtics mot Los Angeles Lakers
| Match   | Datum    | Hemmalag    | Bortalag    | Resultat  |
| ------- | -------- | ----------- | ----------- | --------- |
| Match 1 | 18 april | Boston      | Los Angeles | 142 - 110 |
| Match 2 | 20 april | Boston      | Los Angeles | 129 - 123 |
| Match 3 | 22 april | Los Angeles | Boston      | 126 - 105 |
| Match 4 | 24 april | Los Angeles | Boston      | 99 - 112  |
| Match 5 | 26 april | Boston      | Los Angeles | 129 - 96  |

Boston Celtics vann finalserien med 4-1 i matcher